# Tetrathylacium johansenii
Tetrathylacium johansenii är en videväxtart som beskrevs av Standley.. Tetrathylacium johansenii ingår i släktet Tetrathylacium och familjen videväxter. Inga underarter finns listade i Catalogue of Life.